# Cornazo
San Pedro de Cornazo es una parroquia del municipio de Villagarcía de Arosa (Pontevedra, España).

## Demografía
La población empadronada en la parroquia en 2011 era de 1407 habitantes (INE), lo que supone un 3,72% del conjunto de habitantes de Villagarcía de Arosa (37 903 hab.).
| 2000 | 2001 | 2002 | 2003 | 2004 | 2005 | 2006 | 2007 | 2008 | 2009 | 2010 | 2011 |
| ---- | ---- | ---- | ---- | ---- | ---- | ---- | ---- | ---- | ---- | ---- | ---- |
| 1393 | 1388 | 1387 | 1424 | 1468 | 1479 | 1464 | 1447 | 1431 | 1406 | 1416 | 1407 |

Fuente: INE

## Personajes ilustres
- José López Crespo (1797-1875): obispo de la diócesis de Santander.[3]